# Со О
Со О (бірм. စောအို, монська သၟိၚ်စောသင်မန်; 1283 — 1323) — 3-й володар монської держави Гантаваді у 1311—1323 роках.

## Життєпис
Походив з монської заможної селянської родини. Старший син Мін Бали та Нін У Яїнга. Народився в 1283 році. 1287 року його вуйко сестри Вареру став засновником держави Гантаваді. Тоді отримав ім'я Піла О" (စောအို). Десь у середині 1290-х років його батька призначають намісником важливого міста М'яунгм'ї, ключового порту в дельті Іраваді.
У 1310 році його батько виступив проти свого швагера Бінья Хон, якого повалив 1311 року. під тиском дружини призначив Со О новим правителем Гантаваді. Втім ймовірно тут більш значну роль зіграла матріархальна традиція та те, що Мін бала був доволі старим на той час. Церемонія інтроніизації відбулася 10 квітня.
Спочатку підтвердив визнання зверхності держави Сукхотай, отримавши натомість титул сотін-маунг. Со О одружився з Май Нін Хтапі, донькою Рамакхамхаенга, свого сюзерена. У внутрішній політиці усіма справами займався Мін Бала зі свого власного палацу на сусідньому пагорбі за Мартабаном. Лише після смерті останнього у 1317/1318 роках перебрав фактичну владу в державі.
Невдовзі вирішив здобути самостійність від Сукхотай. Негайно на західних васалів Сукхотая і продовжив захоплення регіону Лампхун на південь від Чіангмая до 1320/1321 року. Підбадьорений успіхом, він націлився на південні володіння Сукхотая на узбережжі Тенасерім, захопивши Тавой і Тенасерім у наступний сухий сезон. Со О був настільки задоволений перемогою, що побудував палац у місті Тенасерім і проводив час у новопридбаному регіоні. Гантаваді стало повністю незалежною.
Решта володарювання була мирною. Помер у вересні 1323 року. Йому спадкував молодший брат Со Зейн.